# Green Optics
Green Optics Co., Ltd. — южнокорейская компания, которая занимается планированием, проектированием, обработкой, нанесением покрытий, сборкой и оценкой оптических элементов . 

## История
1997: Год основания компании 
1999: Зарегистрирована как корпорация
2001: ISO 9001 сертифицирована
2005: Построен главный завод  (Ochang, Чхонджу, Южная Корея)
2006: ISO14001 сертифицировано
2009: Установлено партнерство с Samsung
2011 год: Завершено строительство объекта исследований и разработок (Осонг, Чхонджу, Южная Корея). Награжден контрактом на управление оборудованием с Южнокорейским институтом астрономии и космических наук.
2014: Завершено строительство третьего завода (Осонг, Чхонджу, Южная Корея).
2015: Создана дочерняя компания ( Vu: T ).
2016: Завершено строительство пятого завода крупной прецизионной оптики (Осонг, Чхонджу, Южная Корея). Цинк-сульфидные линзы теперь выпускаются на внутренний и международный рынок.

## Исследования и разработки
Дисплеи с креплением на голове (HMD): с 2000 года компания начала работать с HMD. Области исследований включают дополненную и виртуальную реальность для образовательных, промышленных и учебных целей, а также для развлечения и личного использования.
Усовершенствованное производство дисплеев : области исследований включают прозрачные дисплеи для использования в Heads Up Display (HUD) для авиационной и автомобильной промышленности, а также дополненную реальность.
Полупроводники
Усовершенствованное производство линз

## Награды и презентации
2001:
- Приз короля изобретателей на научно-технической выставке в Чхунчхон-Пукто
- Участник Сеульской международной выставки изображений, видео и оптических устройств.
- Получил бронзовую медаль в конкурсе инновационных технологий для малых и средних компаний

2006:
- Гран-при на региональной инновационной выставке Министерства торговли, промышленности и энергетики Южной Кореи.
- Участвовал в CeBIT2006

2007:
2009:
- Награжден Гран-при за инновационное предпринимательство Корейским бухгалтерским комитетом

2010:
- Технологическая премия Корейского комитета по оптике
- Награжден трофеем «Экспортная башня за миллион долларов» правительством Южной Кореи.

2012:
- Награжден Гранд-корпорацией 2012 года Корейской ассоциацией промышленных технологий
- Участвовал и выставлялся на CES.

2014:
- Премия министра образования Кореи
- Выбран Корейской корпорацией промышленного комплекса (KICOX) в качестве ведущей мировой компании.

2015:
- Выставлен на CES
- Великий генеральный директор по интеллектуальной собственности Корейского патентного ведомства по делам малого и среднего бизнеса
- Награжден Президентом Южной Кореи Малой и Средней Компанией «Интегрированный Тэджон»
- Награжден гран-при за будущий рост Кореи деньгами сегодня

2016:
- Участвовал в CES 2016